# Zander Diamond
Alexander Kevin "Zander" Diamond (Alexandria, 12 maart 1985) is een Schotse voetballer (verdediger) die sinds 2011 voor de Engelse derdeklasser Oldham Athletic AFC uitkomt. Eerder speelde hij voor Aberdeen FC.
In de periode 2004-2006 speelde Diamond 12 wedstrijden voor de Schotse U-21.